# Moto 360 (seconda generazione)
Moto 360 (2ª generazione), anche chiamato Moto 360 (2015), è uno smartwatch basato su Android Wear. È stato annunciato il 14 Settembre 2015 al IFA.

## Design e Hardware
Il Moto 360 (2ª generazione) ha un design circolare, in confronto al Huawei Watch e LG G Watch Urbane, con rispettivamente un angolo di 42 oppure 46mm. La cassa è in acciaio inossidabile e disponibile in diverse finiture. I cinturini rimovibili sono disponibili in metallo e in pelle Horween e sono molto più semplici da rimuovere rispetto alla vecchia generazione.
Il dispositivo ha una batteria che dura molto di più rispetto a quella della precedente generazione del Moto 360. Come nel precedente orologio, il Moto 360 (2015) ha la ricarica wireless. Ha due microfoni per il riconoscimento vocale e per la riduzione del rumore e ha anche la vibrazione. Con il sensore di luminosità ottimizza la luce dello schermo e ha i controlli gestuali. Include Bluetooth 4.0 LE e Wi-Fi.
Come per la precedente generazione, il sensore di luminosità si trova sullo schermo. Con l'accelerometro a 9-assi e il sensore di battito cardiaco (PPG) permette il monitoraggio dei battiti cardiaci e del movimento. Ha la certificazione IP67 per resistere nell'acqua per 30 minuti a un metro di profondità.

## Software
Il Moto 360 ha Android Wear, un SO basato su Android disegnato per i dispositivi indossabili. Il Moto 360 ha la nuova versione 6.0.1 Marshmallow con nuovi gesti, funzionalità e animazioni (oltre a bug fix e aumento della durata della batteria) e funziona su ogni telefono Android 4.4 e superiori. È necessario collegare l'orologio a un telefono compatibile per far visualizzare le notifiche sullo schermo dell'orologio e abilitare funzionalità come Google Now, la navigazione, la riproduzione musicale e la integrazione con app rivolte al fitness, Evernote e altri.